# La Santa Cruz
La Santa Cruz är en ort i Mexiko.   Den ligger i kommunen León och delstaten Guanajuato, i den centrala delen av landet, 300 km nordväst om huvudstaden Mexico City. La Santa Cruz ligger 1 887 meter över havet och antalet invånare är 663.
Terrängen runt La Santa Cruz är kuperad åt nordost, men åt sydväst är den platt. Runt La Santa Cruz är det mycket tätbefolkat, med 1 221 invånare per kvadratkilometer. Närmaste större samhälle är León de los Aldama, 6,5 km sydväst om La Santa Cruz. I omgivningarna runt La Santa Cruz växer huvudsakligen savannskog.